# Kathleen Richards
Pour les articles homonymes, voir Richards.
Kathleen Dale, née Richards le 29 juin 1895 et morte le 3 mars 1984, est traductrice, musicologue, compositrice, pianiste et professeure de musique classique anglaise. 

## Biographie
Kathleen Richards, née à Londres, étudie avec York Bowen et Fanny Davies. En 1921, elle épouse le pianiste, compositeur et professeur Benjamin Dale. Elle enseigne la musique à l'école Matthay de 1925 à 1931. Elle participe à des concerts diffusés de 1927 à 1931 et devient une musicologue et compositrice renommée sous son nom de jeune fille,. 
Sous le nom de Kathleen Dale, elle publie deux livres, dont une biographie de Johannes Brahms en 1970 et un certain nombre d'articles professionnels sur la musique et l'histoire de la musique. Pour la série «Symposium» (éditée par Gerald Abraham), elle écrit des chapitres sur la musique pour clavier de Haendel, Schubert, Schumann et Grieg. Elle produit une étude des œuvres d'Ethel Smyth.
Elle meurt le 3 mars 1984 à Woking (Angleterre).

## Œuvre
Parmi ses œuvres : 
- Pastoral (1916)
- Six Duets
- Armies in the Fire
- Music for piano, op. 22 (Sprite - Starry Silence - Bells - Homage - Tambura)

### Ouvrages
- Kathleen Dale, Nineteenth-century Piano Music, (1er éd. Oxford University Press, 1954 lire en ligne ) réimp. New York, Da Capo Press, 1972
- Kathleen Dale, Brahms: a concertgoer's companion. Londres, Clive Bingley, 1970[2]

### Articles
- (en) « Hours with Domenico Scarlatti », Music and Letters, vol. 22, no 2,‎ 1941, p. 115–122
- (en) « Domenico Scarlatti: His Unique Contribution to Keyboard Literature », Proceedings of the Royal Musical Association, no 74,‎ 1948, p. 33–44 (ISSN 0080-4452, OCLC 865210389, lire en ligne)
- (en) « Revue : Le sonate di Domenico Scarlatti: proposta di un ordinamento cronologico by Giorgio Pestelli », Music and Letters, vol. 49, no 2,‎ 1968, p. 183–187 (ISSN 1477-4631)